# Associazione Calcio Reggiana 2002-2003
Questa voce raccoglie le informazioni riguardanti della Associazione Calcio Reggiana nelle competizioni ufficiali della stagione 2002-2003.

## La stagione
Nella stagione 2002-2003 a Reggio Emilia Dal Cin cede la società al duo Foglia-Cimurri con quest'ultimo presidente e Foglia amministratore delegato. Intanto il Comune approva la variante del centro commerciale per salvare la società densa di debiti. Foglia, che sceglie Adriano Cadregari come nuovo allenatore, si porta diversi giocatori dal suo Brescello: Giandomenico, Miftah, Federici, Bizzari, Catanese, Archetti.
Si aggiungono importanti innesti quali l'attaccante Ajodele Makinwa, il centrocampista De Vezze, il mediano Bono, la mezza punta Pizzi, più tardi anche il centrale Bia. A novembre arrivano anche il portiere Mondini, e più tardi il forte centrocampista Goretti, poi anche Bonomi che la Fiorentina gira alla Reggiana in cambio di Ariatti
Il pubblico ritrova l'entusiasmo perduto e gli abbonati superano i 2.000. Dopo la vittoria esterna di Lucca e di Pisa i granata si installano nel vertice della classifica, ma il successivo pareggio con il Cesena al Giglio per 2 a 2 raffredda gli entusiasmi. Il ritorno è stentato e la Reggiana discende posizioni in classifica e alla fine è solo al dodicesimo posto.

## Divise e sponsor
| Prima divisa | Seconda divisa |

## Rosa
| N. |                    | Ruolo | Calciatore        |
| -- | ------------------ | ----- | ----------------- |
|    | Italia (bandiera)  | D     | Stefano Archetti  |
|    | Italia (bandiera)  | C     | Luca Ariatti      |
|    | Italia (bandiera)  | D     | Giovanni Bia      |
|    | Italia (bandiera)  | A     | Girolamo Bizzarri |
|    | Italia (bandiera)  | C     | Stefano Bono      |
|    | Italia (bandiera)  | C     | Claudio Bonomi    |
|    | Italia (bandiera)  | D     | Ivano Casanova    |
|    | Italia (bandiera)  | D     | Fabio Caselli     |
|    | Italia (bandiera)  | P     | Paolo Castelli    |
|    | Italia (bandiera)  | C     | Tarcisio Catanese |
|    | Italia (bandiera)  | D     | Riccardo Corallo  |
|    | Italia (bandiera)  | C     | Daniele De Vezze  |
|    | Nigeria (bandiera) | C     | Prince Ikpe Ekong |
|    | Italia (bandiera)  | D     | Andrea Federici   |

| N. |                    | Ruolo | Calciatore         |
| -- | ------------------ | ----- | ------------------ |
|    | Italia (bandiera)  | C     | Luigi Giandomenico |
|    | Italia (bandiera)  | C     | Roberto Goretti    |
|    | Italia (bandiera)  | C     | Vito Lasalandra    |
|    | Nigeria (bandiera) | A     | Stephen Makinwa    |
|    | Marocco (bandiera) | A     | Muolaj Miftah      |
|    | Italia (bandiera)  | A     | Massimo Minetti    |
|    | Italia (bandiera)  | P     | Luca Mondini       |
|    | Italia (bandiera)  | D     | Enrico Morello     |
|    | Italia (bandiera)  | P     | Raffaele Nuzzo     |
|    | Italia (bandiera)  | C     | Fausto Pizzi       |
|    | Italia (bandiera)  | D     | Mirco Sadotti      |
|    | Italia (bandiera)  | D     | Giovanni Serao     |
|    | Italia (bandiera)  | D     | Fabio Tinazzi      |

## Risultati

### Campionato

#### Girone di andata
| Arbitro: | Rubino (Salerno) |

|           |           |            |
| Gobbi 59’ | Marcatori | 48’ Miftah |

| Reggio Emilia 8 settembre 2002 2ª giornata | Reggiana            | 0 – 0 | Cittadella | Stadio Giglio\| Arbitro: \| D'Aguanno (Marsala) \| |
| Arbitro:                                   | D'Aguanno (Marsala) |       |            |                                                    |

| Arbitro: | Banti (Livorno) |

|  |           |               |
|  | Marcatori | 90+2’ Minetti |

| Reggio Emilia 22 settembre 2002 4ª giornata | Reggiana             | 0 – 0 | Alzano Virescit | Stadio Giglio\| Arbitro: \| Padovan (Conegliano) \| |
| Arbitro:                                    | Padovan (Conegliano) |       |                 |                                                     |

| Arbitro: | Cigalotti (Milano) |

|                                                       |           |                                  |
| Pasqual 29’ Pinamonte 38’ Testini 49’ Paco Soares 60’ | Marcatori | 23’ Bia 77’, 90’ (rig.) Bizzarri |

| Arbitro: | Siragusa (Acireale) |

|                   |           |              |
| Pizzi 9+6’ (rig.) | Marcatori | 45’ Matteini |

| Arbitro: | Nicoletti (Macerata) |

|  |           |            |
|  | Marcatori | 89’ Miftah |

| Arbitro: | Carlucci (Molfetta) |

|                       |           |                                                           |
| Frati 24’ Ambrosi 33’ | Marcatori | 59’ (rig.) Minetti 78’, 86’ Makinwa 90+2’ (rig.) Bizzarri |

| Arbitro: | Zambon (Padova) |

|                          |           |                            |
| Bizzarri 2’ De Vezze 27’ | Marcatori | 49’ Cesari 90+4’ Confalone |

| Arbitro: | Rocchi (Firenze) |

|           |           |              |
| Campi 10’ | Marcatori | 35’ Bizzarri |

| Arbitro: | Squillace (Catanzaro) |

|                                        |           |                                              |
| Giandomenico 33’ Ekong 44’ Makinwa 82’ | Marcatori | 40’ (rig.) Carfora 43’ Vigiani 45’ Antonioni |

| Arbitro: | C. Rodomonti (Teramo) |

|                         |           |                                     |
| Federici 8’ Makinwa 49’ | Marcatori | 32’, 90+1’ Banchelli 79’ Piovanelli |

| Arbitro: | Banti (Livorno) |

|                                                |           |                                 |
| Recchi 1’ Ginestra 55’, 59’, 74’ Ferronato 85’ | Marcatori | 36’ Giandomenico 84’ Lasalandra |

| Arbitro: | Lena (Ciampino) |

|                                                   |           |            |
| Gorini 28’ (aut.) Pizzi 35’ Minetti 37’, 58’, 59’ | Marcatori | 3’ Lorieri |

| Arbitro: | Brunialti (Trento) |

|                                |           |  |
| Lorenzini 10’ Gallo 83’ (rig.) | Marcatori |  |

| Arbitro: | Ciampi (Roma) |

|               |           |               |
| Minetti 90+5’ | Marcatori | 29’ Zanoletti |

| Arbitro: | M. Mazzoleni (Bergamo) |

|                             |           |                     |
| Gorzegno 25’ Gasparetto 88’ | Marcatori | 10’ Bono 50’ Miftah |

#### Girone di ritorno
| Arbitro: | Nicoletti (Macerata) |

|  |           |                  |
|  | Marcatori | 63’, 65’ Araboni |

| Arbitro: | Crugliano (Crotone) |

|                          |           |  |
| Baicu 5’ M. Esposito 55’ | Marcatori |  |

| Reggio Emilia 19 gennaio 2003 20ª giornata | Reggiana        | 0 – 0 | SPAL | Stadio Giglio\| Arbitro: \| Zambon (Padova) \| |
| Arbitro:                                   | Zambon (Padova) |       |      |                                                |

| Arbitro: | Stefanini (Prato) |

|                    |           |                                 |
| Sadotti 11’ (aut.) | Marcatori | 28’ Bizzarri 90+1’ Giandomenico |

| Arbitro: | Rubino (Salerno) |

|             |           |                          |
| Makinwa 71’ | Marcatori | 45’ Serafini 70’ Testini |

| Arbitro: | Gandolfi (Cremona) |

|  |           |                       |
|  | Marcatori | 9’ Makinwa 90’ Miftah |

| Reggio Emilia 16 febbraio 2003 24ª giornata | Reggiana          | 0 – 0 | Lucchese | Stadio Giglio\| Arbitro: \| Damato (Barletta) \| |
| Arbitro:                                    | Damato (Barletta) |       |          |                                                  |

| Arbitro: | Velotto (Grosseto) |

|            |           |               |
| Bonomi 20’ | Marcatori | 58’ Anaclerio |

| Arbitro: | Mariuzzo (Venezia) |

|                                   |           |                                |
| Chiaretti 50’ (rig.) Bernacci 71’ | Marcatori | 6’ De Vezze 9’ (rig.) Bizzarri |

| Arbitro: | Tonolini (Milano) |

|                  |           |  |
| Giandomenico 55’ | Marcatori |  |

| Pistoia 23 marzo 2003 28ª giornata | Pistoiese          | 0 – 0 | Reggiana | Stadio Comunale\| Arbitro: \| Gandolfi (Cremona) \| |
| Arbitro:                           | Gandolfi (Cremona) |       |          |                                                     |

| Arbitro: | Gandolfi (Cremona) |

|  |           |                  |
|  | Marcatori | 34’ Giandomenico |

| Reggio Emilia 13 aprile 2003 30ª giornata | Reggiana           | 0 – 0 | Padova | Stadio Giglio\| Arbitro: \| Velotto (Grosseto) \| |
| Arbitro:                                  | Velotto (Grosseto) |       |        |                                                   |

| Arbitro: | Pierpaoli (Firenze) |

|                      |           |                       |
| Porro 54’ Zirafa 88’ | Marcatori | 22’, 54’ Giandomenico |

| Arbitro: | Lena (Ciampino) |

|                                     |           |                      |
| Giandomenico 38’ (rig.) Sadotti 88’ | Marcatori | 8’, 23’ (rig.) Gallo |

| Arbitro: | Banti (Livorno) |

|                   |           |  |
| Strada 50’ (rig.) | Marcatori |  |

| Arbitro: | Tagliavento (Terni) |

|                               |           |                               |
| Giandomenico 47’ Bizzarri 58’ | Marcatori | 55’ D. Perrone 75’ Gasparetto |

### Coppa Italia

#### Girone F
| Arbitro: | Tonolini (Milano) |

|             |           |                |
| Ariatti 13’ | Marcatori | 23’ F. Ferrari |

| Arbitro: | Ongaro (Rovigo) |

|  |           |                              |
|  | Marcatori | 11’, 29’ Makinwa 80’ Minetti |

| 25 agosto 2002 3ª giornata |  | – Turno di riposo Reggiana |  |  |

| Arbitro: | Liberti (Genova) |

|                                                       |           |                                               |
| Miftah 15’ Makinwa 26’ Minetti 29’ (rig.) Pizzi 90+1’ | Marcatori | 20’, 41’ Polidori 25’ Evangelisti 65’ Schiavo |

| Arbitro: | Masin (Cervignano del Friuli) |

|                  |           |  |
| J. P. Suarez 82’ | Marcatori |  |